# Vierraden
Vierraden è una frazione della città tedesca di Schwedt/Oder.

## Storia
La città di Vierraden venne aggregata alla città di Schwedt/Oder nel 2003.